# Cordigliera Patagonica
La Cordigliera Patagonica (in spagnolo Andes Patagónicos) è quel settore delle Ande compreso entro i 39° di latitudine sud, in prossimità del lago Aluminé, nella provincia di Neuquén, ed i 54° di latitudine sud. Ad est confina con la meseta patagonica.

## Origine ed evoluzione
La formazione iniziò nel cenozoico e fu seguita da modificazioni durante le glaciazioni. In questo settore le vette sono meno elevate rispetto alle Ande centrali e le altezze raramente superano i 2.500 metri. La cima più elevata è il Vulcano Lanín (con 3.776 metri), nella provincia di Neuquén. La catena è attraversata trasversalmente da numerose valli di origine tettonica e glaciale, alcune delle quali sono occupate da laghi. Nelle Ande patagoniche si trova la più importante conca lacustre dell'Argentina: i laghi di maggiori dimensioni sono il Buenos Aires, San Martín, il lago Viedma, il lago Argentino ed il Nahuel Huapi.
La Cordigliera può rappresentare una barriera che costringe i venti occidentali a risalire lungo le sue pendici, sulle quali si registrano abbondanti precipitazioni, anche a carattere nevoso, che contribuisco ad alimentare i campi glaciali ed i fiumi. Le cime si presentano innevate e, nel sud-est dell'Argentina, al confine con il Cile, si trova il Hielo Continental Patagónico, residuo dell'ultima glaciazione. Oltre i laghi il paesaggio si presenta variegato e caratterizzato dalle forme tipiche dei ghiacciai: lingue di ghiaccio che si diramano dal Hielo Continental, circhi glaciali e morene.
La rete idrografica è molto ramificata e si unifica, lungo le pendici orientali, in uno dei pochi collettori che provengono dalla Patagonia extra andina. Le pendici delle montagne sono coperte da un'abbondante vegetazione arborea, specialmente conifere. Il paesaggio è di tipo alpino e rappresenta una forte attrazione turistica. Il nucleo più importante di quest'attività è San Carlos de Bariloche.

## Popolazione

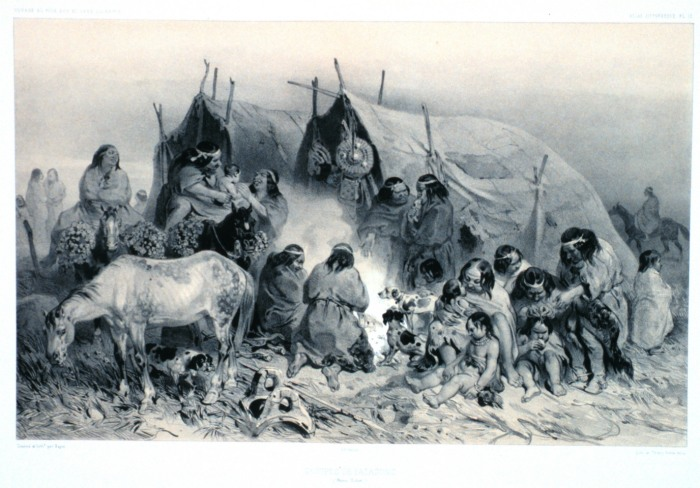
Gruppo di tehuelche (incisione del 1832).

Per via delle condizioni dei rilievi, delle caratteristiche dei suoli e del clima sfavorevole, l'insediamento delle popolazioni si concentra in pochi centri, distanti tra loro. La maggior parte della popolazione vive lungo le sponde dei fiumi più importanti, dove si sono sviluppate anche le zone coltivabili.
Nonostante la bassa densità di popolazione la zona è economicamente sviluppata, grazie alle ricchezze naturali presenti nella regione, tra le quali i minerali.

### Prime popolazioni
I primi abitanti di queste regioni furono i Patagoni o Tehuelche (nome derivato dalla lingua mapuche Chewel, bravo e che, gente). Erano suddivisi in tre gruppi: settentrionali, centrali e meridionali, ognuno con la propria lingua ma di cultura praticamente identica.
Si trattava di cacciatori nomadi, la cui prede preferite erano rappresentate dal guanaco e dal nandù. La divisione delle funzioni nell'ambito della tribù era legata al sesso: gli uomini erano dediti alla fabbricazione delle armi, alla caccia ed alla guerra mentre le donne si occupavano della concia delle pelli, della raccolta della legna e dell'acqua.
Gli indumenti venivano realizzati interamente con le pelli del guanaco, talvolta dipinte. Raramente potevano essere usate le pelli della volpe o della lepre. Gli uomini calzavano una specie di sandali realizzati con la pelle del guanaco e muniti di lacci o, per cavalcare, un tipo di stivali. Le relazioni con i coloni europei hanno portato all'abbandono di questo tipo di abbigliamento, che è stato sostituito con quello dei coloni. Oggi, i discendenti dei Tehuelche, vivono nella provincia di Chubut.

## Economia

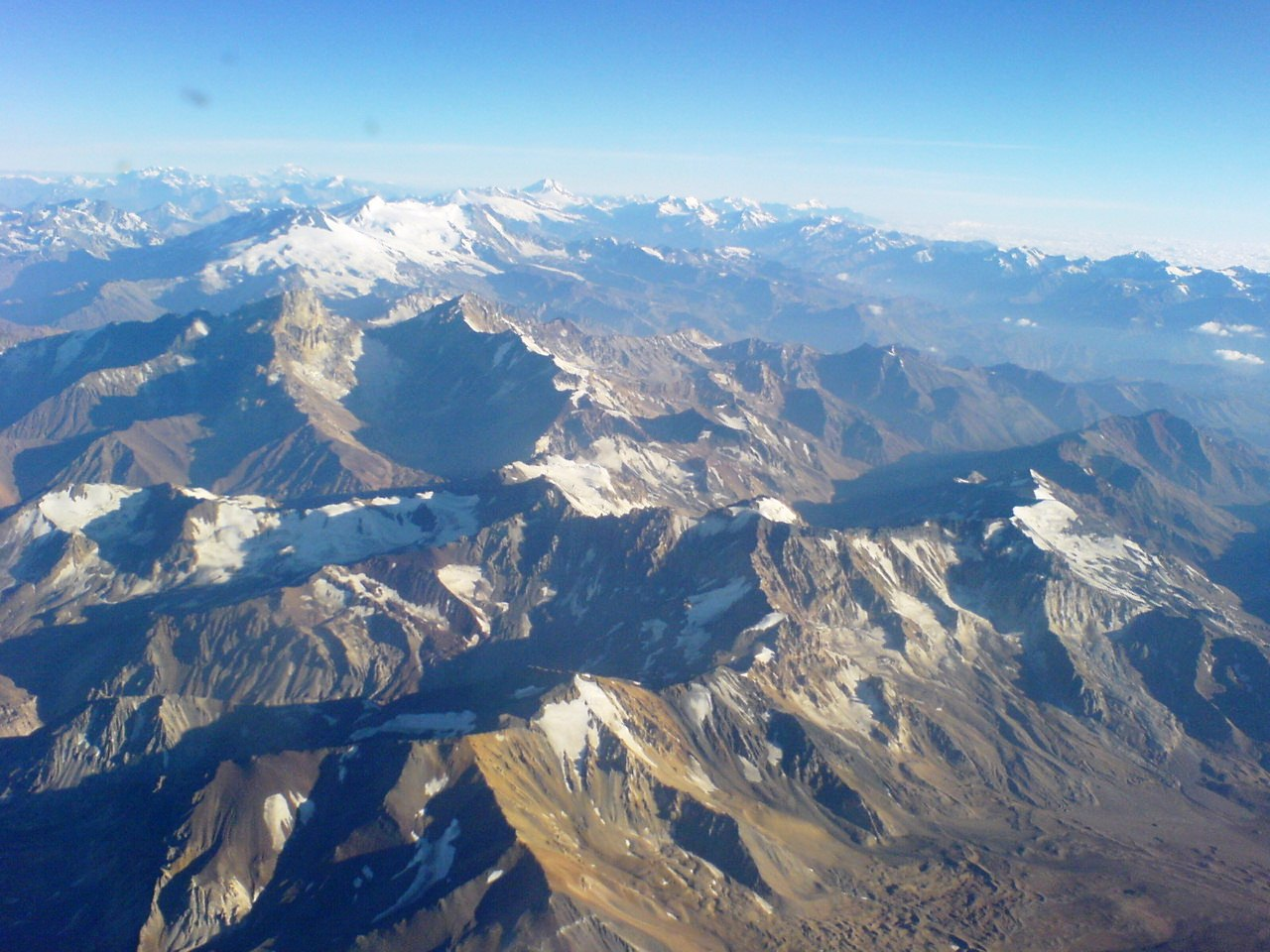
Settore Argentino della Cordigliera.

### Turismo
In questa regione l'attività economica più importante è rappresentata dal turismo. La città di San Carlos de Bariloche si è affermata come centro turistico di fama internazionale, accogliendo annualmente una grande quantità di visitatori. È il centro per gli sport invernali più importante del paese.
Nella provincia di Santa Cruz l'attività turistica si concentra nel lago Argentino, nel ghiacciaio Perito Moreno e nella località di El Calafate. Vi sono anche parecchi parchi nazionali.

### Agricoltura e allevamento
L'alta valle del Río Negro è l'area di maggiore importanza dal punto di vista dell'agricoltura. I corsi d'acqua che vi scorrono sono utilizzati sia per il consumo da parte dell'uomo sia per fini irrigui, oltre che per la generazione di energia elettrica. Nelle valli si è sviluppata una buona produzione ortofrutticola. Più del 90% della superficie è destinata alla produzione di mele, pesche, pere, uva e pomodori. Le mele e le pere sono destinate al consumo o alla produzione di conserve e marmellate.
L'allevamento principale è quello bovino ed ovino. 
Si pratica anche la pesca sportiva, principalmente di trota e salmone.